# Empo

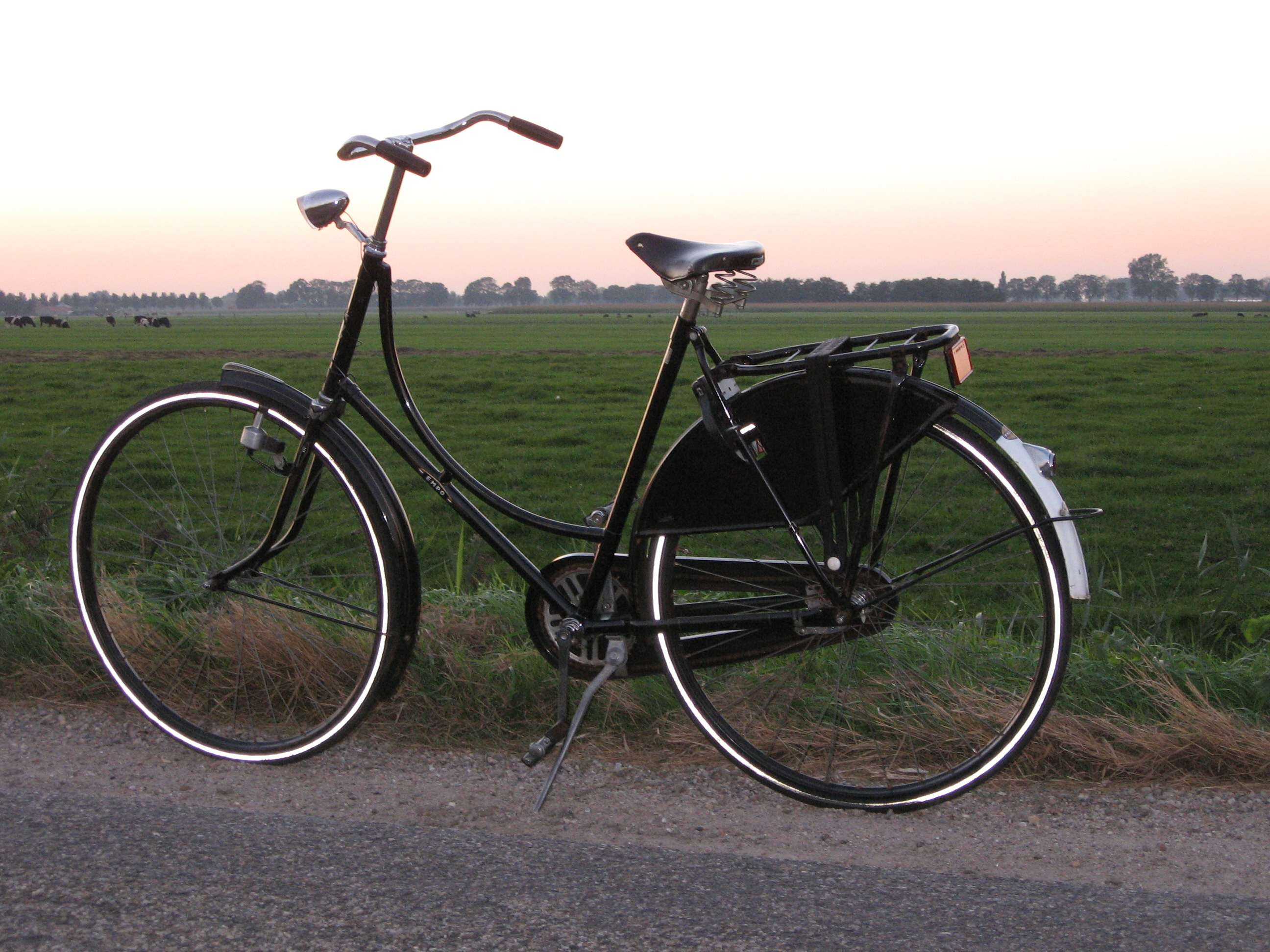
Omafiets

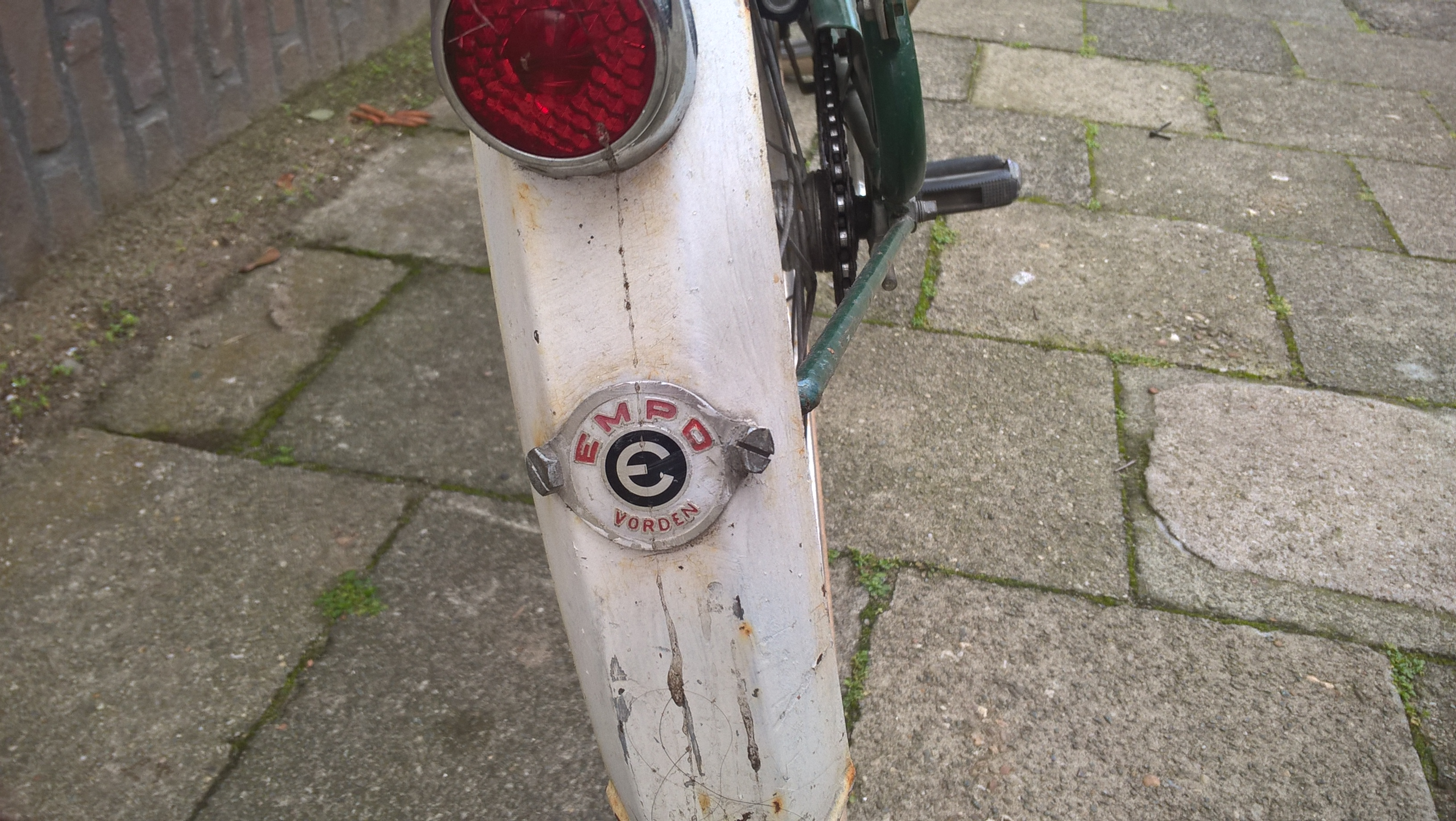
Empo-badge op de achterzijde van een Empo fiets

Empo is een historisch Nederlands merk van fietsen en bromfietsen.
De bedrijfsnaam was: Emsbroek & Poesse, Empo Rijwielfabriek H.B. Emsbroek N.V, Vorden.
Empo was een bekende fietsenfabriek. Op het hoogtepunt kende de Empofabriek zeker 200 medewerkers. De producten werden door heel Nederland afgezet. Het bedrijf was al in 1913 als rijwielhandel opgericht. Hoewel de oprichters Emsbroek en Poesse al na enige maanden uit elkaar gingen bleef de naam Empo gehandhaafd door de familie Emsbroek.
In 1955 bracht men onder de naam Empo-Carley ook kortstondig de Carley-brommotor op de markt. Deze werd echter bij Polynorm in Bunschoten gebouwd. Ook monteerde Empo 47cc-TWN-blokjes in bromfietsen. In 1962 ging men bromfietsen leveren. Dit waren echter geen eigen producten: het waren Cyrus-bromfietsen die onder de naam Empo werden verkocht. De productie van (brom)fietsen werd in 1979 beëindigd.